# Prefettura di Ibaraki

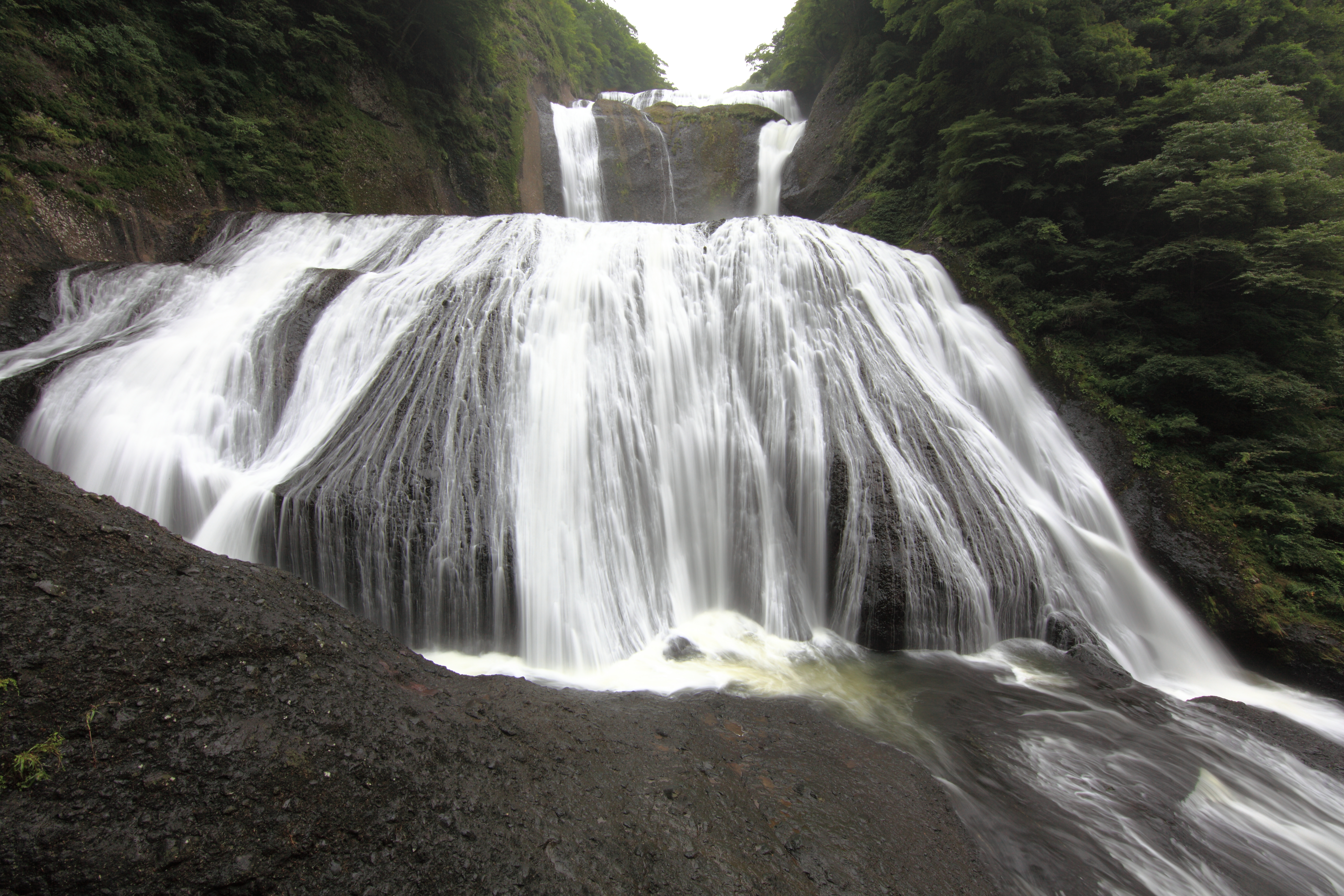
Cascata Fukuroda

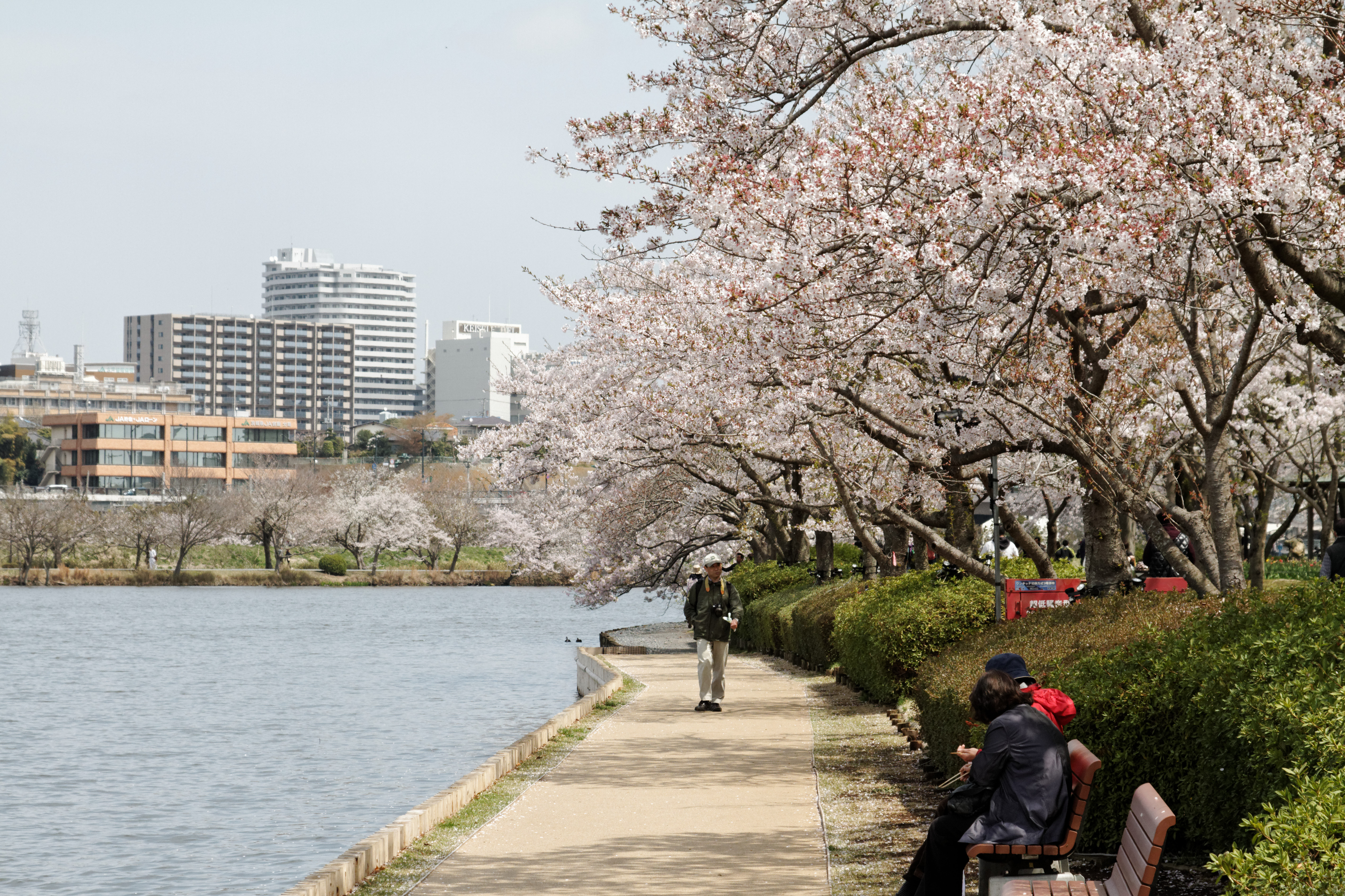
Kairaku-en

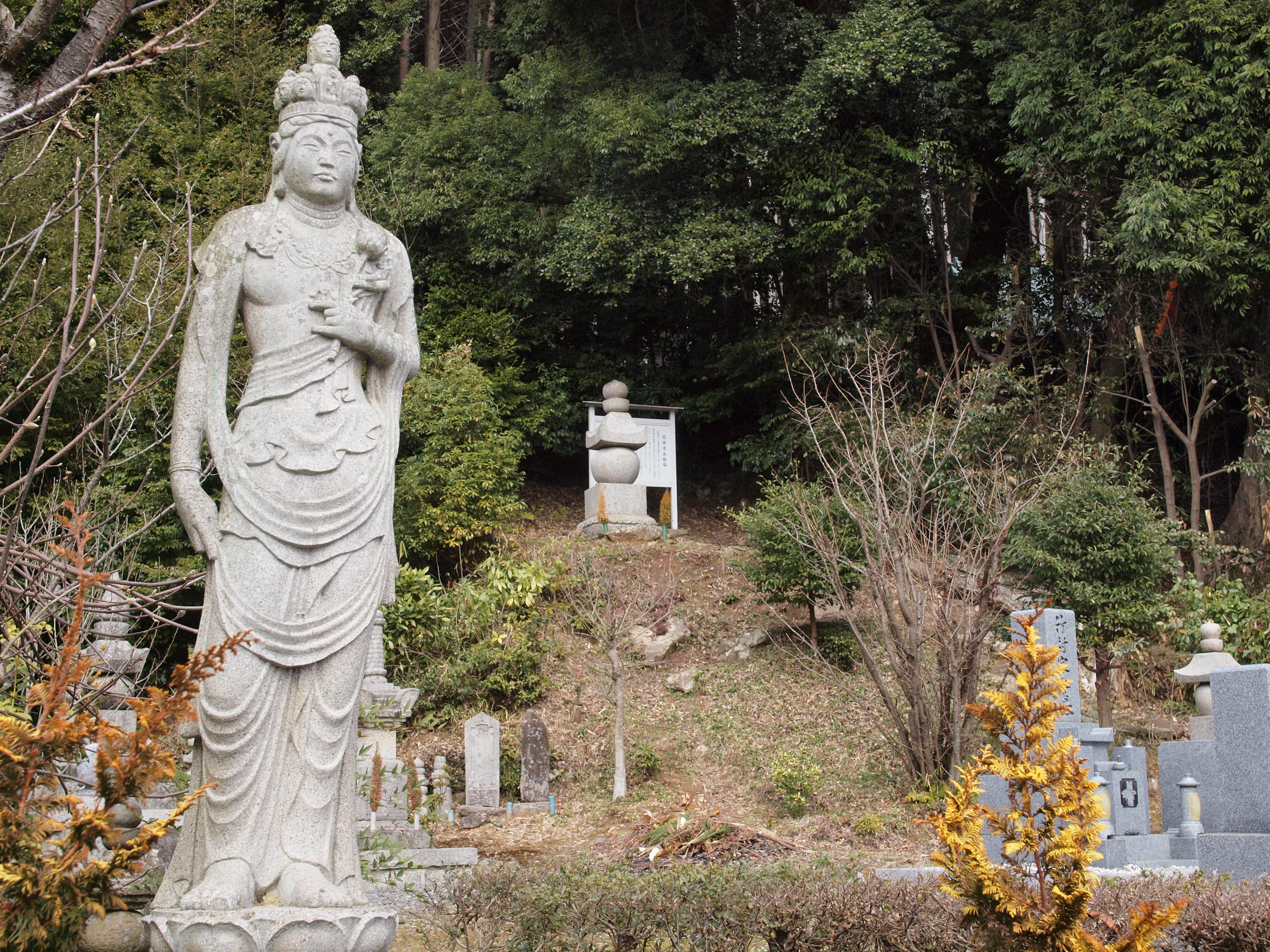
Presso il Tempio di Ninchoji, Ibaraki

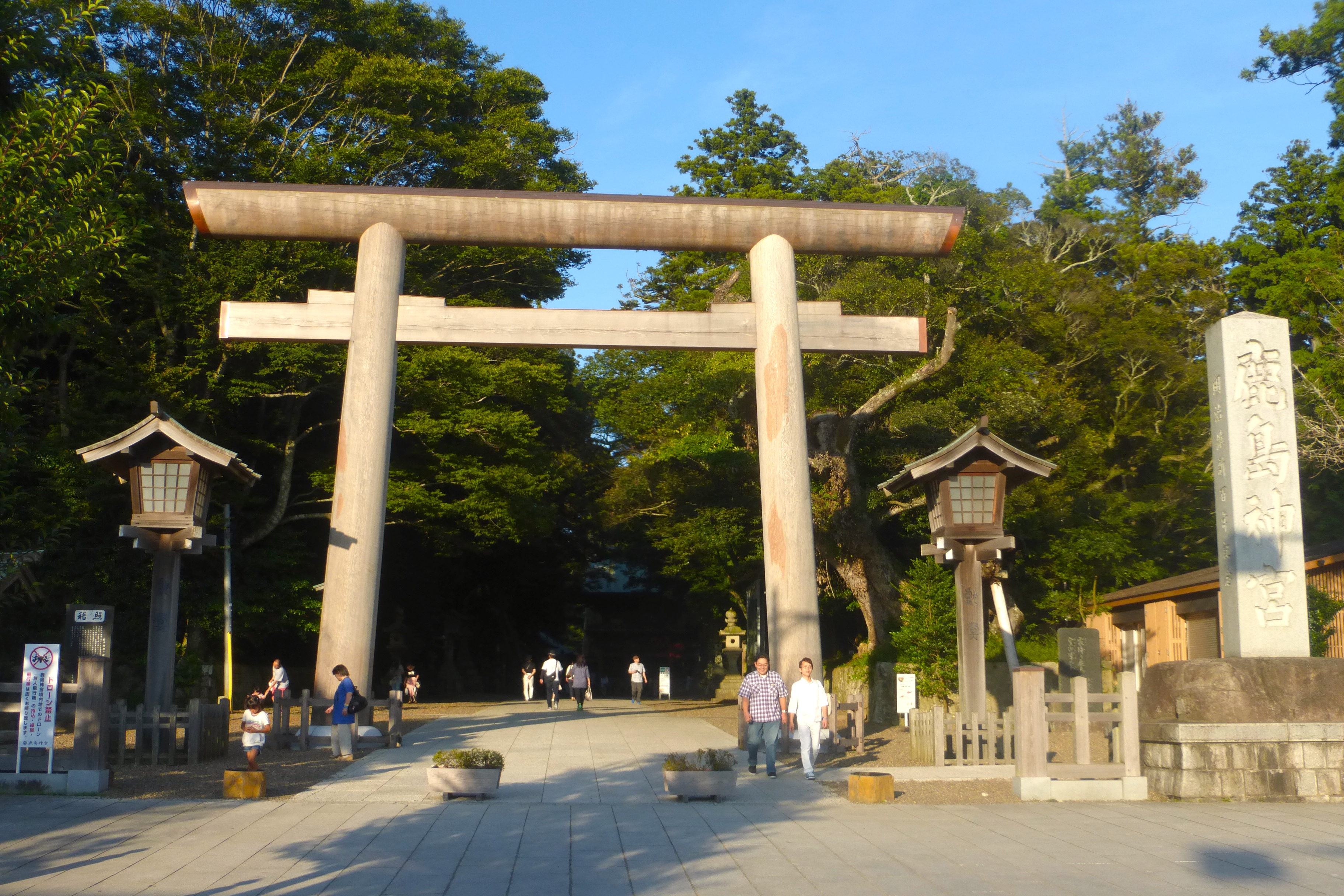
Santuario di Kashima

Ibaraki (茨城県?, Ibaraki-ken) è una prefettura giapponese di circa 2,9 milioni di abitanti, con capoluogo a Mito. Si trova nella regione di Kantō, sull'isola di Honshū.

## Storia
La prefettura di Ibaraki era precedentemente conosciuta come provincia Hitachi, prima dell'abolizione del sistema han nel 1871.

## Geografia fisica
La prefettura di Ibaraki è la parte a nord-est della regione Kantō, fra la prefettura di Tochigi e l'Oceano Pacifico, con a nord la prefettura di Fukushima e a sud la prefettura di Chiba. La parte a nord della prefettura è prevalentemente montagnosa, ma nel resto della prefettura si trova una pianura con molti laghi.

### Città
32 città si trovano nella prefettura di Ibaraki.
| - Bandō - Chikusei - Hitachi - Hitachinaka - Hitachiōmiya - Hitachiōta - Hokota - Inashiki - Ishioka - Itako | - Jōsō - Kasama - Kashima - Kasumigaura - Kitaibaraki - Koga - Mito (capoluogo) - Moriya - Namegata | - Omitama - Ryūgasaki - Sakuragawa - Shimotsuma - Takahagi - Toride - Tsuchiura - Tsukuba - Tsukubamirai - Ushiku - Yūki |

### Cittadine e villaggi
Queste sono le cittadine e i villaggi suddivise per distretto:
| - Distretto di Higashiibaraki Ibaraki Ōarai Shirosato - Distretto di Inashiki Ami Kawachi Miho | - Distretto di Kitagunma Tone - Distretto di Kuji Daigo - Distretto di Sashima Goka Sakai | - Distretto di Naka Tōkai - Distretto di Yūki Yachiyo |

## Economia
La produzione di energia elettrica, occupa la gran parte della popolazione. La società Hitachi è stata fondata nella città di Hitachi.

### Turismo
- Kairakuen Park
- Mount Tsukuba
- Kashima Shrine
- Ibaraki Prefectural Museum of History

## Sport

### Calcio
- Kashima Antlers (Kashima)
- Mito HollyHock (Mito)

### Pallavolo
- Astemo Rivale Ibaraki (Hitachinaka)

### Rugby
- Kashima Rugby Football Club RFC

### Baseball
- Ibaraki Golden Golds (squadra regionale)

### Curiosità
- Ibaraki è stata una delle città giapponesi che ha ospitato alcune partite dei mondiali di calcio del 2002.

## Infrastrutture e trasporti

### Ferrovie
- East Japan Railway Company
  - Linea Jōban
  - Linea Utsunomiya (Linea principale Tōhoku)
  - Linea Mito
  - Linea Suigun
  - Linea Kashima
- Tsukuba Express
- Kanto Railway
  - Linea Jōsō
  - Linea Ryūgasaki
- Linea Ōarai-Kashima
- Linea Minato (Stazione di Katsuta - Stazione di Ajigaura)
- Linea Mooka

### Strade

#### Strade
- Autostrada Joban
- Autostrada Ken-O
- Autostrada North Kanto
- Autostrada East Kanto

#### Strade statali
- Strada statale 4
- Strada statale 18 (Nihonbashi - Toride - Tsuchiura - Mito - Hitachi - Iwaki - Sendai)
- Strada statale 50 (Maebashi - Isesaki - Oyama - Yūki - Mito)
- Strada statale 51 (Mito - Kashima - Itako - Narita - Chiba)
- Strada statale 118
- Strada statale 123
- Strada statale 124
- Strada statale 125
- Strada statale 245
- Strada statale 253
- Strada statale 294
- Strada statale 349
- Strada statale 354
- Strada statale 355
- Strada statale 400
- Strada statale 408
- Strada statale 461

### Porti
- Porto di Hitachi
- Porto di Hitachinaka
- Porto di Oarai
- Porto di Kashima

### Aeroporti
- Aeroporto di Ibaraki